# Martin Krasnik
Martin Ingrisch Krasnik (født 22. juni 1971 i København) er en dansk journalist, forfatter og nuværende chefredaktør for Weekendavisen.
Han har i sit virke som tv-vært specielt markeret sig med længere konfrontatoriske interviews i DR2's nyhedsprogram Deadline.

## Baggrund, opvækst og uddannelse
Martin Krasnik er søn af læge og professor Allan Krasnik og bioanalytiker Else Krasnik, født Thorbjørnsen. Han har en yngre bror ved navn Benjamin Krasnik, der er journalist ved Kristeligt Dagblad samt en yngre søster ved navn Ilana Krasnik, der arbejder på den danske ambassade i London. Han er født i København og opvokset i både Jerusalem og København. Han gik på den jødiske skole Carolineskolen
og derefter på Ordrup Gymnasium. Han er uddannet cand.scient.pol. fra Københavns Universitet, men har desuden studeret på Hebrew University i Jerusalem og London School of Economics.

## Journalistiske karriere
Krasnik begyndte sin journalistiske karriere med en praktikplads på Weekendavisen i 1994, mens han stadig studerede. Som 27-årig blev han medlem af chefredaktionen på Weekendavisen efter nogle år som korrespondent i Jerusalem og London. Det brede gennembrud som andet end en skribent i mængden krævede dog et skifte til DR2’s Deadline i 2003, "hvor han blandt andet huskes som en af de få journalister, det lykkedes at få daværende statsminister Anders Fogh Rasmussen til at svede i et interview". I 2005 vendte han tilbage til Weekendavisen som USA-korrespondent. Uagtet dette begyndte Krasnik i stigende grad at blande sig i den offentlige debat. I 2010 blev han ansat hos TV 2, som vært i magasinet "Ellemann|Lykketoft" på TV 2 NEWS. Programmet har kørt ugentligt og behandler aktuelle, udenrigspolitiske spørgsmål.

### Tilbage tilDeadline
I 2012 blev Krasnik købt tilbage til DR2 sammen med Niels Krause-Kjær og Frederikke Ingemann. DR karakteriserede dem som "tre skarpe værtsprofiler" og det var ambitionen at de skulle tegne værtsprofiler "mere, end man har været vant til". Kanalchefen udtalte "Det bliver i højere grad værterne, som bærer de enkelte programmer, og man vil opleve, at den traditionelle værtsrolle bliver udfordret".
I 2013 gjorde Krasnik sig bemærket med et ganske konfronterende interview af Lars Hedegaard på baggrund af det da nylige attentatforsøg mod Hedegaard. Interviewet, hvor Krasnik blandt andet sammenlignede Hedegaards bog I krigens hus med skriftet Zions Vises Protokoller skabte en del debat og gav anledning til kritik fra blandt andet Søren Krarup og hans datter, DR's bestyrelsesmedlem Katrine Winkel Holm. Den stærkt islamkritiske Helle Merete Brix påstod efterfølgende, at to af Krasniks konkrete udtalelser i interviewet var usande, nemlig at Hedegaard ikke havde dokumentation for en henvisning til den såkaldte Mekka-erklæring, samt at en kilde i bogen var en serbisk krigsforbryder. Winkel Holm ringede direkte til Krasnik og kritiserede interviewet endnu før det var sendt. Socialdemokraternes kulturordfører Mogens Jensen opfordrede efterfølgende til en fyring af Winkel Holm fra DR's bestyrelse. Polemikken medførte også at Poul Erik Skammelsen, der er vært på TV 2 News, 23. marts optrådte som gæstevært på Deadline, hvor han interviewede Martin Krasnik om dennes interview af Hedegaard. To sagkyndige fra Syddansk Universitets Center for Journalistik vurderede, at Krasniks interview af Hedegaard var "et spændende og godt interview", at "[h]elt overordnet set var det et fremragende interview" og "[d]et var et eksempel på en form for konfrontatorisk interview, som vi har meget få af i dansk sammenhæng". Lars Hedegaard selv kaldte Krasniks opførsel "den rene ondskab".
Krasnik fortsatte med konfrontatoriske interview i Deadline. I april 2013 interviewede han justitsminister Morten Bødskov om Offentlighedsloven, hvor Krasnik 28 gange bad Bødskov om at komme med et konkret eksempel, der kunne illustrere hvorfor det var nødvendigt med en lovændring. Bødskov svarede aldrig på spørgsmålet. Et andet debatskabende interview var med administrerende direktør Peter Aalbæk Jensen om hans særprægede ledelse i Zentropa.
På trods af at Krasnik blev beskyldt for fejlcitering i et interview med Eva Smith og Mogens Jensen, og han måtte undskylde for at bruge motiver som argument i interviewet, blev han belønnet for sine debatskabende interview med både Columbus-prisen og Den Gyldne Grundtvig i 2013.

### Mads Gilbert-interview og Gaza-dækning
I august 2014 skabte et konfrontatorisk interview med den norske Gaza-læge Mads Gilbert overskrifter.
En Facebook-opdatering spurgte "Er Martin Krasnik talsmand for Israel?" og opfordrede til at man klagede til DR "over Martin Krasniks manglende evne til at være en neutral objektiv journalist, i spørgsmålet om Israel/Palæstina". DR modtog næsten 1.000 henvendelser på baggrund af programmet. Mere generelt om den danske mediedækning af kampene i Gaza mente formanden for Dansk Palæstinensisk Venskabsforening, Fatih Al Abed, at "der er nogen journalister, der har alt for stor tilknytning til Israel til de kan optræde neutralt", og en underskriftsside opfordrede politikerne til at reagere på hvad der ansås som en ulighed i dækningen af Palæstina-konflikten med den påståede baggrund at "Den danske journalist stand som dækker Palæstina består udelukkende af hebraisk talende journalister. [sic]" Foruden Krasnik blev Steffen Jensen, Allan Sørensen og Hanne Foighel nævnt. Jacob Mchangama kaldte underskriftsindsamlingen "et nyt lavmål" i den danske debat og påpegede at underskriftindsamlerne ikke kunne angive "ét eneste eksempel på den påståede ensidighed" og ydermere at den dansk-afghanske Nagieb Khaja havde rapporteret fra Gaza og det derfor var faktuelt forkert at dækningen udelukkende bestod af hebraisk-talende. Berlingskes blogger Elmas Berke kaldte kravet i underskriftindsamlingen "fuldstændig utilstedeligt" og påpegede at den var oprettet anonymt og at flere underskrivere var falske. En leder i Information af Lotte Folke Kaarsholm forsvarede Krasnik med:
| „ | Krasniks særlige mix af meget lange, meget aggressive interview med både stærke holdninger og grundig research, har vækket fløjlsjakkeprogrammet Deadline af dvalen og gjort det vigtigt. Nogle af interviewene har været decideret forskrækkende efter ti-tolv års TV-vinter, hvor nationens nyhedsværter sad forsvarsløst lammede over for spintrænede politikere, der havde lært, at man bare kunne gentage det samme svar, indtil de to minutters maksimalsendetid for et nyhedsindslag var udløbet. Det var ligesom nødvendigt, at Krasnik-opskriften kom til. | “ |

Deadline-chefen Heidi Robdrup sagde at Deadlines dækning af den israelsk-palæstinensiske konflikt medførte mange seerhenvendelser. Selv forsvarede Krasnik sig med at "jeg går lige hårdt til alle parter" og "om det er en israelsk ambassadør, eller en israelsk talsmand, eller om det er en tidligere israelsk soldat, eller om det er palæstinensere, eller om det er akademikere med stor sympati for den palæstinensiske sag: jeg går lige kritisk til dem alle sammen."
Michael Irving Jensen, der selv havde været interviewet af Krasnik om Gaza-konflikten, forsvarede Krasnik i en kronik med blandt andet "...det er ærligt talt noget mere interessant at være i studiet med [Krasnik] end med en blank journalist, der blot holder mikrofonen – også selv om der sniger sig halve sandheder og omskrivninger ind." Derimod var den erfarne journalist Kurt Strand, der bl.a. er forfatter til grundbøger i interviewteknik, kritisk overfor interviewet. Strand bemærkede at Krasnik "...[lod] sig hurtigt provokere af et par åbenlyse udenomssvar, og allerede fra det, der burde have været spørgsmål nummer fire, skiftede rollen fra interviewer til debattør." Strand talte at "26 gange havde Krasnik ordet, men kun 12 gange stillede han konkrete og nogenlunde præcise spørgsmål."
Senere i 2014 blev et Krasnik-interview af Søren Krarup bemærket i andre medier. Teologen Svend Andersen mente da at "Krasniks stilfærdige spørgsmål afslørede, at Krarups tankegang er lige så overbevisende som Erasmus Montanus".

### Tilbage tilWeekendavisen
I slutningen af juni 2016 meddelte Krasnik at han med udgangen af august ville skifte til avisjournalistikken igen, da han havde fået et favorabelt tilbud fra Weekendavisen. Deadline mistede således sin anden populære tv-vært i 2016, da Adam Holm nogle måneder før også havde opsagt sin stilling hos DR.
Medens Krasnik var ansat ved Weekendavisen blev han lånt tilbage til DR i begyndelsen af november 2016 for i causerende stil at rapportere fra New York om det forestående amerikanske præsidentvalg i udsendelsesrækken Valg i USA med Martin Krasnik. 2. januar 2017 meddelte Berlingske Media, at Martin Krasnik blev ny chefredaktør for Weekendavisen.

## Debattør
Krasniks personlige og konfrontatoriske stil har vakt opsigt både på tv og i aviser. Han er en stærk kritiker af religionens indflydelse på samfundslivet og har som erklæret ateist deltaget i en række debatter med religiøse danskere. Under Muhammedkrisen forsvarede han Jyllands-Postens tegninger og argumenterede for ytringsfrihedens afgørende betydning for demokratiet.
På trods af sin ateisme har Krasnik været en af de stærkeste fortalere for omskæring af drenge, og han har selv ladet sin søn David (som ikke er jøde ifølge de gængse definitioner) omskære: "Jeg fik omskåret min dreng, fordi jødisk omskæring er en del af min identitet og kulturelle og historiske bagage, som er vigtig for mig. Omskæring er et symbol på dette, og det ville være voldsomt, nærmest forræderi, at bryde med det." Han sagde også: "Politikere og Folketinget og flertallet skal ikke diktere, hvordan vi skal gøre, medmindre de kan påvise, at det er decideret skadeligt for barnet. Og det kan man ikke, så det må være en slags åndelig forhudsforsnævring, når så mange er imod."

## Værker

### Bøger
I 1998 udgav Krasnik Kernevåben i knibe med J. Aske Munck.
I 2005 udkom bogen De retfærdige - en islamisk stafet, hvor Krasnik på en rejse til London og til lande i Mellemøsten interviewede en række islamister. I 2008 udgav han bogen Min amerikanske drøm – på jagt efter stjernerne, som er en interviewbog med flere fremtrædende amerikanske kulturpersonligheder. I 2009 udgav han en samtalebog med ægteparret Ritt Bjerregaard og Søren Mørch med titlen Ritt og Søren – samtaler om krig og kærlighed. I 2012 udkom bogen Pundik & Krasnik og resten af verden i samarbejde med journalist og forfatter Herbert Pundik. Bogen Fucking Jøde (2014) er en blanding af slægtshistorie, selvbiografi, journalistik og politisk debatbog og er inspireret af de adskillige personlige trusler og tilnærmelser, som Krasnik oplevede i kølvandet på sine kritiske interviews i Deadline i forbindelse med Israels militære indgriben i Gaza.

### Radio og TV
I 2005 rejste Krasnik ud for undersøge den islamistiske ideologi, hvilket der kom en såkaldt islamisk roadmovie ud af med titlen På guds parti, der blev sendt på DR2.
Krasnik optrådte ofte i det satiriske radioprogram De sorte spejdere som USA-korrespondent.